# Starwood Hotels & Resorts Worldwide
La Starwood Hotels and Resorts Worldwide, LLC, più semplicemente nota come Starwood, è un'azienda statunitense, filiale della Marriott International, con sede a Stamford, nel Connecticut. Prima della fusione con quest'ultima, era una delle aziende alberghiere più grandi del mondo, gestendo sia alberghi, che villaggi turistici, centri benessere e residenze attraverso undici marchi differenti. A partire dal 1º dicembre 2014, Starwood Hotels and Resorts deteneva e gestiva in proprio o con la formula del franchise oltre 1200 immobili, impiegando oltre 180 400 persone, di cui circa il 26% erano impiegati negli Stati Uniti.
Il 16 novembre 2015, Marriott International ha annunciato l'acquisizione di Starwood Hotels and Resorts per 13,6 miliardi di dollari statunitensi, andando così a creare la catena alberghiera più grande al mondo. La fusione è stata finalizzata il 23 settembre 2016 dopo aver ottenuto l'approvazione finale dall'antitrust americano.